# Comté de Lehigh
Le comté de Lehigh est situé dans l’État de Pennsylvanie, aux États-Unis. Il compte 374 557 habitants en 2020. Son siège est Allentown, la troisième plus grande ville de l’État après Philadelphie et Pittsburgh.

## Économie
Le comté doit son nom à la rivière Lehigh, un affluent de 175 km de long du fleuve Delaware, qui traverse le comté. La rivière Lehigh a joué un rôle essentiel dans le développement du comté en offrant une voie de transport et de commerce pour ses produits miniers, notamment le fer, le manganèse, le calcaire et, finalement, les produits sidérurgiques manufacturés.

## Géolocalisation
| Comté de Schuylkill | Comté de Carbon     | Comté de Northampton |
| Comté de Berks      | Comté de Lehigh     |                      |
|                     | Comté de Montgomery | Comté de Bucks       |

## Démographie
| Groupe            | Comté de Lehigh | Pennsylvanie | États-Unis |
| ----------------- | --------------- | ------------ | ---------- |
| Blancs            | 60,9            | 73,5         | 58         |
| Latino-Américains | 25,9            | 8,1          | 19         |
| Afro-Américains   | 6,1             | 10,5         | 12,1       |
| Asiatiques        | 3,7             | 3,4          | 6,2        |
| Métis             | 2,8             | 3,3          | 4,1        |
| Autres            | 0,5             | 0,4          | 0,5        |
| Amérindiens       | 0,1             | 0,1          | 0,9        |
| Océano-américains | 0,02            | 0,02         | 0,2        |
| Total             | 100             | 100          | 100        |

### Source
- (en) Cet article est partiellement ou en totalité issu de l’article de Wikipédia en anglais intitulé « Lehigh County, Pennsylvania » (voir la liste des auteurs).